# The Seafarer
The Seafarer ist ein altenglisches Gedicht, das auf Folio 81–83v. des Exeter-Buches zu finden ist. Es existiert eine umfangreiche Forschung zu diesem Gedicht. Oftmals als Elegie bezeichnet, befasst sich das Gedicht mit Themen wie Diesseitigkeit und Jenseitigkeit, Glück und dem (christlichen) Lebensweg. Ein wichtiger Topos ist die Frage nach der Vergänglichkeit irdischer Dinge (ubi-sunt-Motiv). Meist wird The Seafarer in Zusammenhang mit einem ähnlichen Gedicht namens The Wanderer erwähnt. Die beiden Gedichte stimmen in Art und Inhalt größtenteils überein, wobei The Wanderer auf einer weniger konkreten Ebene anzusiedeln ist als The Seafarer.

## Der Text
Das lyrische Ich des Gedichtes befindet sich auf einem Boot auf einem Meer, das sich vermutlich in einer nördlichen Region befindet, denn bereits zu Eingang wird die immense Kälte der Umgebung geschildert. Das lyrische Ich fährt im Folgenden fort, seine Leiden zu schildern, insbesondere die des Winters:
| hū Ic earmecearig īscealdne sǽ winter wunade wræccan lāstum winemǽgum bidroren, bihongen hrīmgicelum. Hæl scūrum flēag. þǽr ic ne gehŷrde būtan hlimman sǽ, īscaldne wǽ. | Wie ich, armes und trauriges Wesen, in eiskalter See, den Winter verbrachte, auf den Pfaden des Exils ohne Landsmänner/Freunde. Hagel flog in Stürmen, Dann (zu dieser Zeit) hörte ich nichts außer dem Knurren der See, der eiskalten Wellen |
| (The Seafarer, l. 14–19) | |

In einem zweiten Abschnitt geht das lyrische Ich dazu über, den Übergang zu Frühling und Sommer zu schildern. Hier tauchen erstmals andere Lebewesen auf: Vögel begleiten den Seemann, wobei der Kuckuck als „sumeres weard“ (Wächter des Sommers) bereits auf den kommenden Winter verweist.
In einem zweiten, abstrakteren Teil wird auf die christliche Lebensanschauung verwiesen. Dem Seemann bleibt als einzige Hoffnung die Vergänglichkeit des Irdischen und die Unendlichkeit des Jenseits. Besonders hinzuweisen ist auf das Spannungsfeld zwischen höfischer Welt und der Einsamkeit des Meeres sowie auf den Kontrast zwischen Land und Meer.

## Das lyrische Ich
In der Forschung ist man sich unsicher darüber, ob es sich bei dem Gedicht um einen Monolog oder um einen Dialog handelt. Der scheinbare Perspektivenwechsel ab l.50 zu einer positiveren Wertung des Seefahrens gibt Ursache zur Annahme, dass es sich um einen Dialog zwischen einem älteren Seemann (negative Betrachtung) und einem jungen Seemann (positive Betrachtung) handeln könnte. Allerdings tendiert die Forschung dazu, ein einzelnes lyrisches Ich anzunehmen und damit einen Monolog vorauszusetzen. Unterstützt wird diese These vom Gedanken an einen erfahrenen Seemann, der sowohl die Nachteile als auch die Vorteile der See kennt.

## The SeafarerundThe Wanderer
Meist werden die beiden Elegien gemeinsam genannt. Dabei handelt es sich bei letzterem vermutlich um eine Art Abstraktion des Seafarer-Gedichts: Gründe hierfür liegen einerseits in der Tatsache, dass The Seafarer weitaus konkreter das lyrische Ich beschreibt als The Wanderer. Ein zweiter Aspekt ist, dass in The Wanderer lediglich eine einzelne Zeile als konkretes Moment betrachtet werden kann, nämlich die Szene mit den verschwindenden Seevögeln (The Wanderer, l.45–47).